# دانیوی حلقه‌طلا
دانیوی حلقه طلا (Danio tinwini)، که بعضاً به آن دانیوی تینوینی، دانیوی رینگلت و حلقه آبی هم می گویند، گونه تازه کشف شده از خانواده دانیوهاست که بومی کشور میانمار است. به آن دانیو اس‌پی نیز می گویند. این ماهی ریز و به رنگ طلایی است که بدن و باله های آن با لکه های آبی پوشیده شده است. نام گونه ای این ماهی توسط کولاندر و فنگ بر اساس مجموعه‌ای که توسط آقای یو تین وین جمع آوری کرده بود توصیف کرده‌اند.   این گونه تنها در موگاونگ چاونگ (جریان موگاونگ)، ناحیه ای در مییتکینا در ایالت کاچین، شمال میانمار شناخته شده است که یکی از شاخه های رود ایراوادی است.
- حداکثر طول: 2.17 سانتیمتر
- رنگ: آبی، نقره ای، طلایی، زمردی
- دمای ترجیحی: 20-25 درجه سانتی گراد
- اسیدی ترجیحی (پی‌اچ): 6.5 تا 7.5
- سختی آب ترجیحی: نرم تا متوسط
- شوری ترجیحی: کم تا متوسط
- سازگاری: خوب اما سریع مانند اکثر دانیوها
- طول عمر: به طور معمول دو تا سه سال
- سهولت نگهداری: متوسط
- سهولت پرورش: متوسط تا سخت

## مراجع
1. ↑  Kullander, S. O. & F. Fang. 2009. Danio tinwini, a new species of spotted danio from northern Myanmar (Teleostei: Cyprinidae). Ichthyological Exploration of Freshwaters, 20: 223-228. http://www.pfeil-verlag.de/04biol/pdf/ief20_3_04.pdf